# کمدی اکشن
کمدی اکشن (به انگلیسی: Action comedy) ژانری از فیلم است که جنبه‌های فیلم اکشن و فیلم کمدی را با هم ترکیب می‌کند.
آل‌مووی فیلم‌های کمدی اکشن را به عنوان فیلم‌هایی با اکشن «سریع و خشمگین» توصیف می‌کند که «عمدتاً سبک‌هیجان» هستند، به ندرت دارای مرگ یا آسیب جدی هستند. از نمونه آثار سینمایی این فیلم‌ها می‌توان به پلیس بورلی هیلز، اسلحه مرگبار، جنجال در شهر، ظهر شانگهای، شان می‌میرد، ددپول، نگهبانان کهکشان و آخرین مزدور اشاره کرد.